# Eyen-Meyong
Eyen-Meyong est une localité de la région du Centre au Cameroun, localisée dans la commune d'Evodoula et le département de la Lekié.

## Population
Lors du recensement de 2005, la population s'élevait à 259.